# La Ferté-sur-Chiers
La Ferté-sur-Chiers è un comune francese di 187 abitanti situato nel dipartimento delle Ardenne nella regione del Grand Est.
Il territorio comunale è attraversato dal fiume Chiers.

## Società

### Evoluzione demografica
Abitanti censiti